# Římskokatolická farnost Pečky
Římskokatolická farnost Pečky je jedno z územních společenství římských katolíků v kolínském vikariátu s farním kostelem sv. Václava.

## Kostely farnosti
| Kostel                     | Místo     | Bohoslužba |
| -------------------------- | --------- | --- |
| Nejsvětější Trojice        | Dobřichov | so 14.30 v období středoevropského času, 2. sobota v měsíci so 16.30 pouze 2. sobota v měsíci v letním období |
| sv. Jana Nepomuckého       | Cerhenice | ne 10.45 |
| Nejsvětějšího Vykupitele   | Radim     | so 14.30 v období středoevropského času, 4. sobota v měsíci so 16.30 pouze 4. sobota v měsíci v letním období |
| sv. Václava                | Pečky     | ne 8.00, út st pá 17:00                                                                                       |
| Narození sv. Jana Křtitele | Plaňany   | so 14.30 v období středoevropského času, 1. sobota v měsíci so 16.30 pouze 1. sobota v měsíci v letním období |
| sv. Václava                | Žabonosy  | |
| sv. Václava                | Vrbčany   | so 14.30 v období středoevropského času, 3. sobota v měsíci so 16.30 pouze 3. sobota v měsíci v letním období |
| sv. Jakuba Staršího        | Ratenice  | ne 9.40 |
| Stětí sv. Jana Křtitele    | Skramníky | so 16.00, 2. a 4. sobota v měsíci v zimním období so 18.00, 2. a 4. sobota v měsíci v letním období           |
| sv. Prokopa                | Chotouň   | so 16.00, 1. a 3. sobota v měsíci v zimním období so 18.00, 1. a 3. sobota v měsíci v letním období           |

## Osoby ve farnosti
- Mgr. Josef Nerad, farář